# 박응백
박응백(朴應伯, ? ~ 1927)은 한국의 독립운동가이다. 평북 삭주(朔州) 사람이다.

## 생애

### 항일투쟁에 투신
1920년 12월 최시흥(崔時興)·최천주(崔天柱)·최지풍(崔志豊)·김세신(金世鎭)·심용준(沈龍俊)·양봉제(梁鳳濟) 등 수십인과 같이 평안북도 의주(義州)·구성(龜城)·삭주(朔州) 3군 교계(三郡交界)에 위치한 천마산(天摩山)을 본거로 무장항일 결사대인 천마산대를 조직하고 최시홍을 대장으로 하여 인근 각지에서 청년 500여명을 모집하여 항일투쟁을 전개하였다. 이후 남만의 광복군총영(光復軍總營)과 합작하여 천마산별영(天摩山別營)으로 계속 활동하다가 일경의 추격이 심해지자 1921년에 만주로 건너갔다. 1922년 재만 8개 단체가 통합하여 통의부(統義府)가 조직되자 제3중대 간부로 활약하였다. 1923년 9월 21일에는 대한통의부 의용군으로서 김용택(金龍澤) 등 30여명과 함께 희천군(熙川郡) 북면 문명동(文明洞)에 있는 적 주재소를 습격, 적 1명을 사살하고 주재소·면사무소를 소각하고 적에게 잡혀 오랫동안 고생하던 애국 투사 임성률(林成律)을 구출하는 등 크게 활약하였다.

### 참의부 활동
그러나 동지들간에 알력이 생겨 의군부(義軍府)가 분립하여 통의부와 대립함으로써 독립운동 선상에 큰 지장을 초래할 뿐만 아니라 재만동포들의 안정을 기할 수 없게 되자 그는 1923년 8월 김원상(金元常)·오두영(吳斗泳)·조능도(趙能道) 등과 같이 통의부 대표로 상해로 건너가서 임시정부에 전말을 보고하고 전 광복군사령부(光復軍司令部) 계통을 계승하여 임시정부 직할 하에 군단을 특설할 것을 요청하였다. 임시정부는 이를 승인하고 남만(南滿)에 육군주만참의부(陸軍駐滿參議府)를 두어 군민양정(軍民兩政)을 총괄하게 하니 그는 동지 3인과 같이 임시정부 발행 공채증권 액면 10만원분의 수취서에 서명하여 군무총장 앞으로 제출한 뒤 공채증권을 받아 가지고 돌아왔다. 그의 이같은 활약으로 1923년 8월 통화현(通化縣)에서 임시정부 직할의 육군주만참의부가 조직되자 그는 훈련대장에 임명되었다가, 다음해에는 제3중대장으로 활약하였다. 1925년 8월에 개최된 임시정부 주만참의부 제1회 행정회의에서 그는 훈련위원에 선출되었으나, 고마령(古馬嶺) 전투에서 군대간부를 비롯한 29명의 독립군이 전사하고 특히 삼시협정(三矢協定)후 많은 위축을 받게 되자, 참의부의 조직을 다시 재강화하게 되니, 그는 1926년 봄에 참의부 사령장(司令長)에 임명되어 항일무장투쟁에 전념하게 되었다. 동년 3월 이호(李鎬)·임상춘(林常春) 등이 러시아 정부의 협조로 다량의 무기를 확보하게 됨에 따라 출동할 때에는 대한독립맹진결사대(大韓獨立猛進決死隊)라 칭하도록 하고, 국내 진입계획을 세워 북간도에서는 이청천(李靑天)을, 그리고 서간도(西間島)로부터는 그를 지휘자로 하여 평안북도 지역으로 진공하도록 하였다.

### 최후
그리하여 그는 동지들과 함께 평북 삭주군(朔州郡) 경계에서 활동 중 적과 교전하다가 전사하였다.

## 사후
- 대한민국 정부는 고인의 공훈을 기리기 위하여 1963년 건국훈장 독립장을 추서하였다.

## 참고자료
- 국가보훈처 독립유공자 공훈록